# Бенчич, Белинда
Белинда Бенчич (словац. Belinda Benčičová; нем. Belinda Bencic; род. 10 марта 1997, Флавиль) — швейцарская теннисистка; чемпионка в одиночном разряде и серебряный призёр в парном разряде Олимпийских игр 2020 года; победительница 11 турниров WTA (из них девять в одиночном разряде); обладательница Кубка Билли Джин Кинг (2022); бывшая четвёртая ракетка мира в одиночном рейтинге WTA.
В юниорах: победительница двух юниорских турниров Большого шлема в одиночном разряде (Открытый чемпионат Франции, Уимблдон-2013); финалистка трёх юниорских турниров Большого шлема в парном разряде; бывшая первая ракетка мира в юниорском рейтинге ITF (2013).

## Общая информация
Белинда — одна из двух детей Ивана и Даны Бенчичей; её брата зовут Брайан. Родители семейства эмигрировали в Швейцарию из Чехословакии в 1968 году, Иван Бенчич некогда профессионально играл в хоккей с шайбой.
Белинда начала играть в теннис в четыре года в теннисной школе Мелани Молитор. С детства в тренировочном процессе швейцарки принимал участие её отец Иван, а с 15 лет она также тренируется в Академии Ника Боллетьери. С 2003 года в карьеру Белинды Бенчич инвестировал друг отца Марсель Нидерер. В настоящее время он является её менеджером. Любимые покрытия — трава и хард.
В 2021 году была признана спортсменкой года в Швейцарии.
В ноябре 2023 года Бенчич объявила о своей беременности.

## Спортивная карьера

### Юниорские годы
Бенчич рано начала участвовать в соревнованиях среди старших юниоров и быстро добилась там успеха. На своём дебютном турнире на подобном уровне — в сентябре 2010 года, швейцарском призе категории G5 — она сходу добралась до финала одиночного соревнования. Процесс адаптации на новом уровне занял полтора года — в январе 2012 года Бенчич выиграла свой первый титул на соревнованиях категории G1 (в Чехии), а в начале лета дебютировала на юниорских турнирах Большого шлема — на Ролан Гаррос. Первый опыт закончился поражением в стартовом матче, однако уже на втором турнире юная швейцарка смогла добраться до финала парного соревнования — её альянс с хорваткой Аной Конюх на Уимблдоне смогла остановить лишь пара Эжени Бушар / Тейлор Таунсенд.
До конца года Бенчич смогла добиться ещё одного парного финала турниров Большого шлема (на Открытом чемпионате США, где ей помогала Петра Убералова), а также ряд сравнительно значимых достижений в одиночном разряде — полуфинал чемпионата Европы среди юниоров, выход в аналогичную стадию на Eddie Herr International, а также игру в четвертьфинале Orange Bowl. Опыт, полученный в этих играх пригодился уже в конце календарного года — Белинда провела рекордно удачную серию из более чем трёх десятков матчей, выиграв за это время два турнира Большого шлема в одиночном разряде (Открытый чемпионат Франции и Уимблдон), а впервые уступив лишь в полуфинале юниорского чемпионата Европы: будущей абсолютной победительнице соревнования Барборе Крейчиковой. Была в этом году в исполнении швейцарки и третья серьёзная попытка выиграть турнир Большого шлема в парном разряде: на Открытом чемпионате США, вместе с Сарой Соррибес Тормо она в третий раз добралась до титульного матча, но вновь уступила — Катерине Синяковой и всё той же Крейчиковой. Сверхуспешный 2013 год принёс в конце и признание ITF — Белинда получила формальный приз чемпионки мира среди девушек и смогла достигнуть в июне вершины юниорского рейтинга.
Незадолго до завершения своей юниорской карьеры Белинда провела серию из 38 побед подряд в одиночном разряде, причём за это время она выиграла юниорские Ролан Гаррос и Уимблдон.

### Начало взрослой карьеры

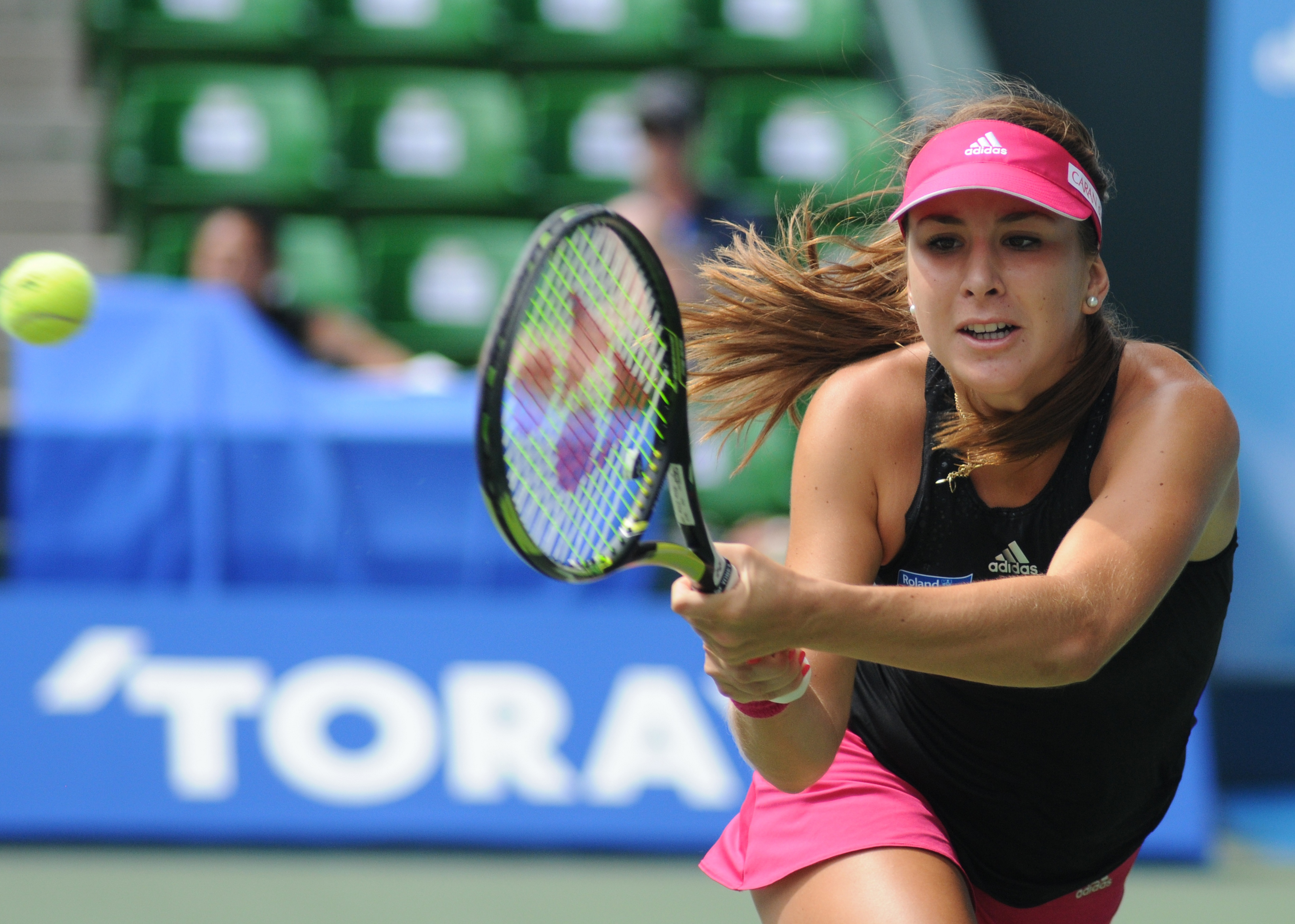
Бенчич на турнире в Токио 2014 года

Видя успехи Бенчич в соревнованиях сверстниц менеджмент быстро изыскал возможность для швейцарки играть и во взрослом туре. В марте 2011 года Белинда дебютировала в профессионалах, сыграв серию хардовых соревнований на турнирах из цикла ITF в Европе. Чуть позже — в октябре — ей дали возможность впервые сыграть в турнире WTA-Тура, найдя для неё специальное приглашение в отборочное соревнование приза в Люксембурге. Через год швейцарка постепенно стала оправдывать выдаваемые ей шансы — в мае она выиграла свой первый матч квалификации на турнир WTA, а в сентябре завоевала свои первые взрослые титулы: трижды покорив 10-тысячник цикла ITF в Шарм-эш-Шейхе (дважды — в одиночном разряде и один раз — в паре). Осенью Бенчич предоставили шанс сыграть свой первый матч в основных сетках турниров WTA: на всё том же турнире в Люксембурге она уже в первом круге пересеклась с будущей чемпионкой Винус Уильямс.
В 2013 году результативность швейцарки увеличилась: зимой она удачно отыграла серию 25-тысячников в США, затем на некоторое время её результаты упали, но к апрелю она вновь смогла вернуться к своей лучшей форме, удачно сыграв на турнирах в США; на одном из них — в 50-тысячнике в Индиан-Харбор-Бич — она из квалификации пробилась в полуфинал основы, сломив сопротивление Татьяны Марии и Шелби Роджерс. Следующее появление во взрослом туре состоялось в июне — на 25-тысячнике на родине: Бенчич смогла дойти до полуфинала в одиночном турнире и вместе с Катериной Синяковой выиграла парный. Далее была взята очередная пауза в выступлениях на этом уровне, закончившаяся в сентябре: Бенчич прошла круг на крупном турнире в Токио, затем из квалификации добралась до второго круга основы на менее престижном соревновании WTA в Осаке (переиграв в первом раунде Лорен Дэвис). До конца года было сыграно ещё несколько турниров в Японии, где удалось добыть несколько полуфиналов на 25-тысячниках и выход в аналогичную стадию на турнире покрупнее: на 75-тысячнике в Тоёте, где швейцарка обыграла Мисаки Дои.
Успехи сезона 2013 года позволили играть на следующий сезон в квалификации турнира Большого шлема: Белинда успешно прошла отборочную сетку на Открытый чемпионат Австралии, где в первом круге взяла верх над Кимико Датэ-Крумм, а во втором раунде уступила будущей чемпионке — Ли На из Китая. Дальнейшая хардовая серия прошла в неудачных попытках пробиться через квалификацию турниров WTA, а единственный матч в основной сетке закончился поражением. Но уже на старте грунтового сезона Бенчич сверхудачно сыграла на турнире премьер серии в Чарлстоне: начав соревнование с отборочного турнира, швейцарка выиграла один за другим сразу шесть матчей и пробилась в полуфинал, попутно переиграв 11-ю ракетку мира Сару Эррани (в полуфинале уступила Яне Чепеловой). Совокупность этих результатов позволила юной швейцарке к середине апреля впервые войти в топ-100 женского одиночного рейтинга. Летний сезон был отмечен удачными выступлениях на турнирах Большого шлема, и если на Уимблдонском турнире Бенчич была остановлена в третьем круге Симоной Халеп, то на Открытом чемпионате США Белинда дошла до четвертьфинала, обыграв двух игроков первой десятки — Анжелику Кербер и Елену Янкович. В октябре швейцарка впервые вышла в финал турнира WTA: удачно воспользовавшись слабостью сетки и серией отказов соперниц, Белинда добралась до финала на призе в китайском Тяньцзине, где в двух партиях уступила американке Алисон Риск. По итогу сезона 2014 года она заняла уже 33-е место в рейтинге, поднявшись за год на 179 позиций вверх. Женская ассоциация также отметила результаты Бенчич и присвоила ей награду «Новичок года».

### 2015—2017 (дебют в топ-10 и титул в Канаде)

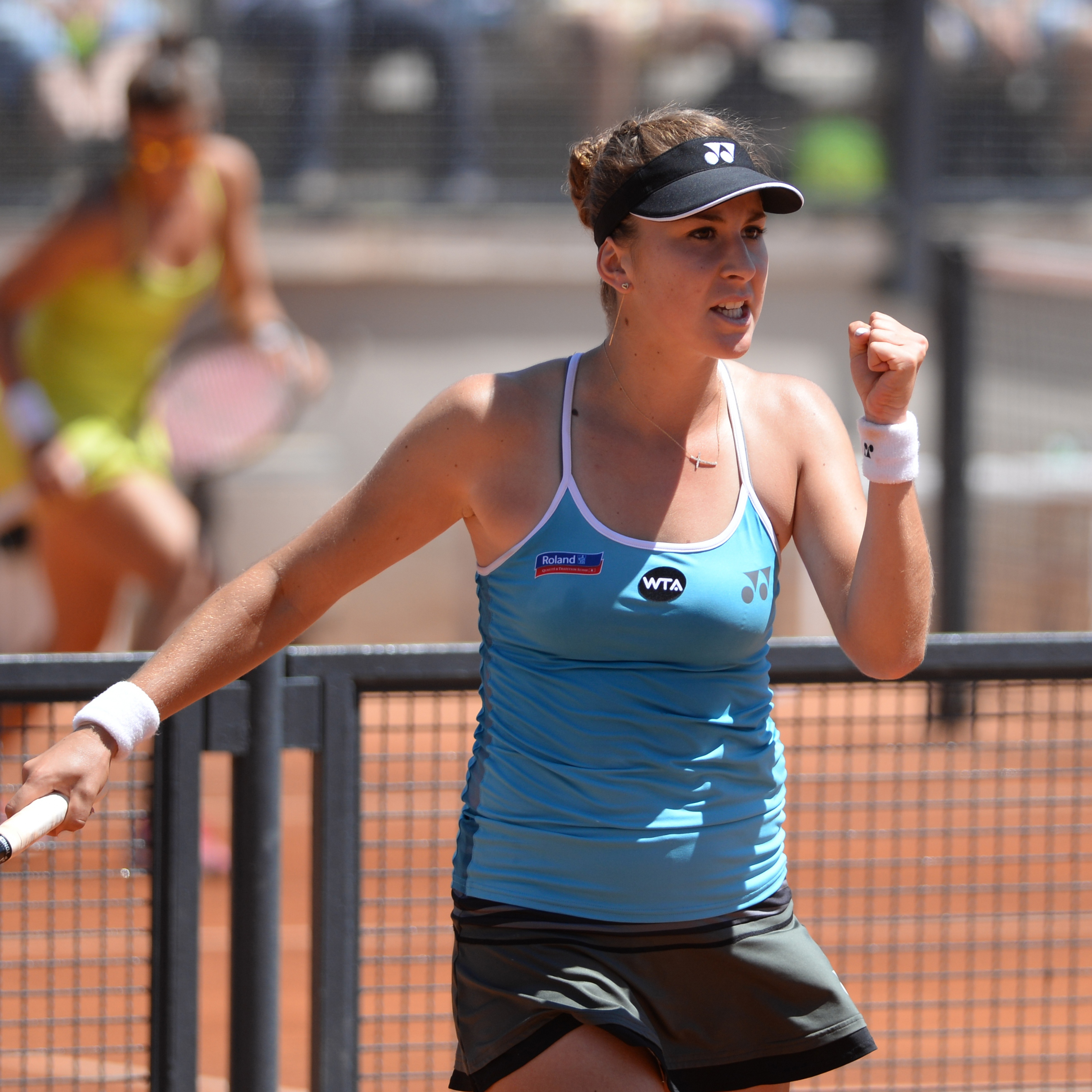
Бенчич на турнире в Мадриде 2015 года

Старт сезона 2015 года у Бенчич не получился, она лишь в марте смогла выиграть более одного матча подряд, пройдя в четвёртый раунд на супер-турнирах в Индиан-Уэлсе и Майами. В начале мая на турнире в Праге она сумела завоевать парный трофей в команде с Катериной Синяковой. В целом грунтовая часть сезона для швейцарки прошла неудачно. Хорошие результаты ей удалось показать в июне на траве. На турнире в Хертогенбосе Бенчич сыграла в финале, в котором проиграла Камиле Джорджи со счётом 5-7, 3-6. Через две недели Белинда сыграла ещё один финал на турнире в Истборне, в котором уже смогла выиграть главный приз, переиграв Агнешку Радваньскую — 6-4, 4-6, 6-0. На Уимблдоне она второй раз в карьере доиграла до четвёртого раунда.
В августе 2015 года Бенчич выиграла парный приз турнира в Вашингтоне в дуэте с Кристиной Младенович. Затем она триумфально сыграла на турнире Премьер 5 в Торонто. После победы на старте над местной теннисисткой Эжени Бушар, во втором раунде она уже в третий раз за сезон прошла пятую ракетку мира Каролину Возняцки (7-5, 7-5). Далее она в трёх сетах прошла немку Сабину Лисицки и вышла в 1/4 финала на № 6 в мире Ану Иванович, обыграв сербку со счётом 6-4 6-2. В полуфинале Бенчич в соперницы досталась первая ракетка мира Серена Уильямс и она смогла обыграть знаменитую американку — 3-6, 7-5, 6-4. После первой победы в карьере над лидером мировой классификации Белинда выступила в финале ещё против одной серьезной соперницы — № 3 в мире Симоны Халеп и смогла превзойти свою соперницы на её отказе в третьем сете при счёте 7-6(5), 6-7(4), 3-0. Таким образом, швейцарка выиграла свой второй одиночный титул в туре и смогла, благодаря победе, подняться на 12-е место рейтинга. На Открытом чемпионате США она доиграла до третьего раунда, где её выбила старшая из сестёр Уильямс — Винус. В сентябре Бенчич хорошо сыграла турнир в Токио, где в последних двух матчах на пути к финалу оказалась сильнее двух теннисисток из топ-10: Гарбиньи Мугурусы и Каролины Возняцки. В титульном матче она все же проиграла Агнешки Радваньской — 2-6, 2-6. Итогом хорошего сезона стала 14-я строчка в женской классификации.
В январе 2016 года на Премьер турнире в Сиднее Бенчич смогла выйти в полуфинал. На Открытом чемпионате Австралии того года она впервые доиграла до четвёртого раунда, где ей преградила путь Мария Шарапова. После Австралии Белинда сыграла на зальном Премьер-турнире в Санкт-Петербурге, на котором смогла выйти в финал. В решающем матче она проиграла итальянке Роберте Винчи — 4-6, 3-6. Рейтинговые очки, заработанные на турнире в России, позволили Бенчич в возрасте всего 19-ти лет впервые в карьере подняться в топ-10 мирового рейтинга. 22 февраля она достигла 7-го места в рейтинге, однако результаты швейцарки заметно упали. Её начала преследовать травмы спины, из-за которой Белинда пропустила Ролан Гаррос. В июне она вышла в полуфинал турнира в Хертогенбосе, но серьезные потери рейтинговых очков к концу месяца выбили её из первой десятки. До конца сезона лучшим её результатом стал третий раунд на Открытом чемпионате США и Бенчич заняла итоговое 43-е место рейтинга.
В 2017 году проблемы со здоровьем у Бенчич усугубились. Она перенесла операцию на левом запястье и пропустила пять месяцев, упав в рейтинге в четвёртую сотню. По возвращении в сентябре она выиграла 100-тысячник ITF в Санкт-Петербурге. В ноябре она взяла два титула на турнирах младшей серии WTA 125 в Хуахине и Тайбэе, а в декабре титул на 100-тысячнике в Дубае. К концу года швейцарская теннисистка смогла вернуться в топ-100 женского рейтинга.

### 2018—2020 (титул в Дубае и полуфинал в США)

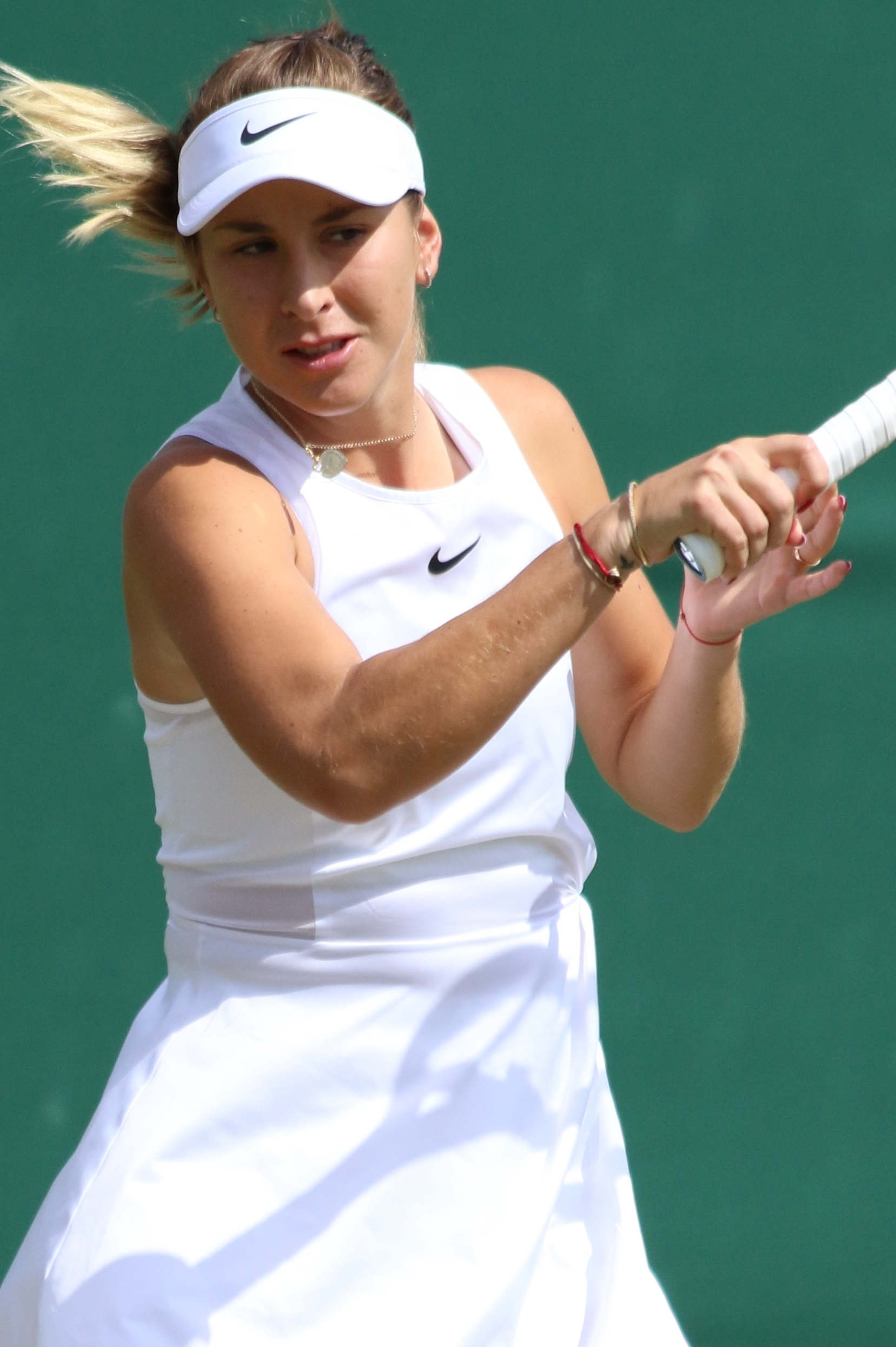
Бенчич на Уимблдонском турнире 2019 года

В начале 2018 года Бенчич в команде со знаменитым соотечественником Роджером Федерером выиграла командный турнир Кубок Хопмана в составе Швейцарии. На Открытом чемпионате Австралии в первом раунде она сумела переиграть № 5 в мире Винус Уильямс, однако выбыла с турнира уже в следующем раунде. Бенчич вновь была вынуждена пропустить часть сезона из-за травм. В июне на Уимблдонском турнире он в первом раунде нанесла поражение № 6 в мире Каролин Гарсии и в целом доиграла до четвёртого раунда. Летом она дважды выходила в четвертьфинал небольших турниров, но в целом не отличалась стабильностью. Уже в октябре она хорошо сыграла на турнире в Люксембурге, где за попадание в основную сетку ей пришлось бороться через квалификационный отбор. Белинда выиграла подряд семь матчей и вышла в финал, в котором все же уступила немке Юлии Гёргес в двух сетах (4-6, 5-7). В ноябре она выиграла 80-тысячник ITF в Лас Вегасе, в финале обыграв американку Николь Гиббс.
В 2019 году Бенчич смогла преодолеть проблемы и вернуться на топ-уровень. Второй год подряд с Федерером она победила на неофициальном командном турнире Кубок Хомпана в составе команды Швейцарии. на первом для себя в сезоне официальном турнире WTA в Хобарте она вышла в полуфинал. На Открытом чемпионате Австралии Белинда доиграла до третьего раунда, где её обыграла финалистка того розыгрыша турнира Петра Квитова. В феврале 2019 Бенчич сотворила сенсацию на турнире серии Премьер 5 в Дубае. В 1/8 финала против № 9 в мире Арины Соболенко она отыграла 6 матч-болов и в итоге в решающем сете выиграла на тай брейке. В 1/4 финала со второй ракеткой мира Симоной Халеп, проиграв первый сет, Бенчич взяла два последующих и вышла в полуфинал, где её ждала игра против шестой в мире Элины Свитолиной. Бенчич также совершила «камбек» в решающем сете и выиграла матч на тай-брейке. В финале против Петры Квитовой всё решилось также в решающем сете, в котором Бенчич выиграла более чем уверенно 6-2. Таким образом, она взяла титул, обыграв по ходу турнира четырёх теннисисток из топ-10.
В марте 2019 Бенчич дошла до полуфинала Премьер-турнира высшей категории в Индиан-Уэлсе, но проиграла немке Анжелике Кербер в двух сетах. На пути к нему в четвёртом раунде она смогла обыграть лидера женской классификации Наоми Осаку (6-3, 6-1), а в четвертьфинале расправилась с № 5 в мире Каролиной Плишковой (6-3, 4-6, 6-3). В апреле Белинда участвовала в турнире WTA в Чарлстоне, где дошла до четвертьфинала. В мае она пробилась в полуфинал грунтового турнира высшей категории в Мадриде, обыграв в 1/4 финала первую ракетку Наоми Осаку (3-6, 6-2, 7-5), но проиграла затем Симоне Халеп в трёх сетах. На Открытом чемпионате Франции она вышла в третий раунд, уступив в нём Донне Векич в двух сетах. В июне на Открытом чемпионате Мальорки швейцарка вышла в финал, в котором проиграла Софии Кенин, хотя вела по сетам 1-0. На Уимблдонском турнире она проиграла в третьем круге Элисон Риск в трёх сетах.
На Открытом чемпионате США 2019 года Бенчич достигла лучшего для себя результата на турнирах серии Большого шлема. Она дошла до полуфинала, в котором проиграла будущей победительнице турнира канадке Бьянке Андрееску. На пути к полуфиналу она обыграла в третий раз по ходу сезона первую ракетку мира и прошлогоднюю победительницу Наоми Осаку и взяла в четвертьфинале реванш у Донны Векич за поражение на Ролан Гаррос. Выступление на кортах Нью-Йорка позволили 22-летней Бенчич вернуть себе место в топ-10. В октябре она стала победительницей Премьер-турнира в Москве, в финале которого обыграла Анастасию Павлюченкову — 3-6, 6-1, 6-1. этот трофей принёс Белинде и 7-е место рейтинга, позволив пройти отбор на Итоговый турнир. Белинда на решающем соревновании сезона смогла в группе выиграть два матча из трёх (у Кики Бертенс и Петры Квитовой) и выйти в полуфинал, в котором проиграла Элине Свитолиной. По итогам сезона 2019 года она впервые финишировала в годовом рейтинге в топ-10, заняв 8-ю позицию.
В 2020 году до перерыва в сезоне Бенчич трижды выходила в четвертьфинал различных турниров, а на Открытом чемпионате Австралии вышла в третий раунд. Из-за проблем соперниц в середине февраля она сумела подняться до 4-й строчки мирового рейтинга, но затем откатилась на 8-ю позицию.

### 2023 год
В самом начале года одержала победу на турнире WTA 500 в Аделаиде, в финале переиграв россиянку Дарью Касаткину.
На Открытом чемпионате Австралии швейцарская теннисистка (№ 12 посева) дошла до четвёртого круга, где уступила пятой сеянной на турнире Арине Соболенко (5:7, 2:6).

### 2024—2025 годы
В начале 2024 года ушла в отпуск по беременности и в апреле родила дочь, после чего постепенно начала восстанавливаться и тренироваться, и уже в октябре 2024 года возобновила выступления в WTA-туре, постепенно восстанавливая свой рейтинг.
8 февраля 2025 года завоевала титул WTA 500 на турнире в Абу-Даби, в финале победив американку Эшлин Крюгер со счётом 4-6, 6-1, 6-1, и взяла первый титул после рождения дочери, которой на тот момент было девять месяцев.

### Выступления за сборную
Белинда была впервые приглашена в национальную команду в 2012 году: тогдашняя швейцарская сборная испытывала серьёзный недостаток квалифицированных спортсменок после окончания карьеры у двух её лидеров начала века — Мартины Хингис и Патти Шнидер и тренерский штаб смог позволить себе не только включить в заявку на несколько матчей перспективную юниорку, но и дважды дал ей сыграть в ничего не решавших матчах.
Второе появление Бенчич в сборной также пришлось в не самый удачный для команды период — в 2014 году швейцарская команда перед матчем со сборной Франции осталась без обоих своих тогдашних лидеров: Ромина Опранди залечивала очередную травму, а Штефани Фёгеле испытывала проблемы со здоровьем и, хотя и вышла на один матч, но реальной помощи сборной оказать не смогла. В подобной ситуации Белинда смогла неожиданно проявить себя: сначала переломив ход неудачно начавшегося матча с Ализе Корне, а затем крупно обыграв и вторую ракетку соперниц — Виржини Раззано. Решающая парная встреча осталась за француженками, где альянс Корне и Кристины Младенович оказался сильнее Белинды и Тимеи Бачински.
В 2016 году в рамках четвертьфинала против сборной Германии Бенчич смогла принести все три победных очка своей команде и обыграла в том числе вторую в мире Анжелику Кербер — 7-6(4), 6-3.
С 2012 года она регулярно выступала за Швейцарию в Кубке Федерации (кроме 2013 года) и лучшим достижением её команды стали три полуфинала подряд с 2015 по 2017 год. Всего на июль 2020 года она сыграла за сборную 15 одиночных шесть парных матчей, из которых выиграла 10 раз в одиночках и 4 в парах.
Помимо выступлений в Кубке Федерации в её активе две победы на Кубке Хопмана в составе команды Швейцарии (с Роджером Федерером).

## Итоговое место в рейтинге WTA по годам
| Год  | Одиночный рейтинг | Парный рейтинг |
| 2024 | 913               | —              |
| 2023 | 17                | 197            |
| 2022 | 12                | 133            |
| 2021 | 23                | 154            |
| 2020 | 12                | 104            |
| 2019 | 8                 | 116            |
| 2018 | 37                | 242            |
| 2017 | 165               | 269            |
| 2016 | 43                | 215            |
| 2015 | 14                | 68             |
| 2014 | 33                | 208            |
| 2013 | 212               | 466            |
| 2012 | 626               | 1067           |
| 2011 | 1059              | —              |

## Выступления на турнирах

### Финалы Олимпийских турниров в одиночном разряде (1)

#### Победа (1)
| №  | Год  | Турнир        | Покрытие | Соперница в финале  | Счет        |
| 1. | 2021 | Токио, Япония | Хард     | Маркета Вондроушова | 7-5 2-6 6-3 |

### Финалы турнировWTAв одиночном разряде (19)

#### Победы (9)
| Легенда:                                   |
| ------------------------------------------ |
| Турниры Большого шлема (0)*                |
| Олимпиада (1)                              |
| Итоговый турнир WTA (0)                    |
| Premier Mandatory / WTA 1000 Mandatory (0) |
| Premier 5 / WTA 1000 (2)                   |
| Premier / WTA 500 (6)                      |
| International / WTA 250 (0+2)              |

| Титулы по покрытиям | Титулы по месту проведения матчей турнира |
| ------------------- | ----------------------------------------- |
| Хард (7+1)*         | Зал (1)                                   |
| Грунт (1+1)         | Зал (1)                                   |
| Трава (1)           | Открытый воздух (8+2)                     |
| Ковёр (0)           | Открытый воздух (8+2)                     |

* количество побед в одиночном разряде + количество побед в парном разряде.
| №  | Дата            | Турнир                   | Покрытие   | Соперница в финале     | Счёт                      |
| 1. | 27 июня 2015    | Истборн, Великобритания  | Трава      | Агнешка Радваньская    | 6-4 4-6 6-0               |
| 2. | 16 августа 2015 | Торонто, Канада          | Хард       | Симона Халеп           | 7-6(5) 6-7(4) 3-0 — отказ |
| 3. | 23 февраля 2019 | Дубай, ОАЭ               | Хард       | Петра Квитова          | 6-3 1-6 6-2               |
| 4. | 20 октября 2019 | Москва, Россия           | Хард (зал) | Анастасия Павлюченкова | 3-6 6-1 6-1               |
| 5. | 31 июля 2021    | Олимпиада                | Хард       | Маркета Вондроушова    | 7-5 2-6 6-3               |
| 6. | 10 апреля 2022  | Чарлстон, США            | Грунт      | Онс Жабёр              | 6-1 5-7 6-4               |
| 7. | 14 января 2023  | Аделаида (II), Австралия | Хард       | Дарья Касаткина        | 6-0 6-2                   |
| 8. | 12 февраля 2023 | Абу-Даби, ОАЭ            | Хард       | Людмила Самсонова      | 1-6 7-6(8) 6-4            |
| 9. | 8 февраля 2025  | Абу-Даби, ОАЭ (2)        | Хард       | Эшлин Крюгер           | 4-6 6-1 6-1               |

#### Поражения (10)
| №   | Дата             | Турнир                  | Покрытие   | Соперница в финале  | Счёт              |
| 1.  | 12 октября 2014  | Тяньцзинь, Китай        | Хард       | Алисон Риск         | 3-6 4-6           |
| 2.  | 14 июня 2015     | Хертогенбос, Нидерланды | Трава      | Камила Джорджи      | 5-7 3-6           |
| 3.  | 27 сентября 2015 | Токио, Япония           | Хард       | Агнешка Радваньская | 2-6 2-6           |
| 4.  | 14 февраля 2016  | Санкт-Петербург, Россия | Хард (зал) | Роберта Винчи       | 4-6 3-6           |
| 5.  | 20 октября 2018  | Люксембург              | Хард (зал) | Юлия Гёргес         | 4-6 5-7           |
| 6.  | 23 июня 2019     | Мальорка, Испания       | Трава      | София Кенин         | 7-6(2) 6-7(5) 4-6 |
| 7.  | 27 февраля 2021  | Аделаида, Австралия     | Хард       | Ига Свёнтек         | 2-6 2-6           |
| 8.  | 20 июня 2021     | Берлин, Германия        | Трава      | Людмила Самсонова   | 6-1 1-6 3-6       |
| 9.  | 19 июня 2022     | Берлин, Германия (2)    | Трава      | Онс Жабёр           | 3-6 1-2 — отказ   |
| 10. | 9 апреля 2023    | Чарлстон, США           | Грунт      | Онс Жабёр           | 6-7(6) 4-6        |

### Финалы турнировWTA 125иITFв одиночном разряде (9)

#### Победы (7)
| Легенда:                    |
| --------------------------- |
| WTA 125 (2)*                |
| 100.000 USD (2+1)           |
| 80.000 (75.000)** USD (1)   |
| 60.000 (50.000)** USD (0)   |
| 25.000 USD (0+1)            |
| 15.000 (10.000)** USD (2+1) |

** призовой фонд до 2017 года
| Титулы по покрытиям | Титулы по месту проведения матчей турнира |
| ------------------- | ----------------------------------------- |
| Хард (6+2)*         | Зал (3+1)                                 |
| Грунт (0+1)         | Зал (3+1)                                 |
| Трава (0)           | Открытый воздух (4+2)                     |
| Ковёр (1)           | Открытый воздух (4+2)                     |

* количество побед в одиночном разряде + количество побед в парном разряде.
| №  | Дата             | Турнир                  | Покрытие    | Соперница в финале | Счёт        |
| 1. | 23 сентября 2012 | Шарм-эш-Шейх, Египет    | Хард        | Фатма Аль Набхани  | 6-3 7-6(4)  |
| 2. | 30 сентября 2012 | Шарм-эш-Шейх, Египет    | Хард        | Барбара Хаас       | 6-4 6-0     |
| 3. | 23 сентября 2017 | Санкт-Петербург, Россия | Хард (зал)  | Даяна Ястремская   | 6-2 6-3     |
| 4. | 12 ноября 2017   | Хуахин, Таиланд         | Хард (зал)  | Се Шувэй           | 6-3 6-4     |
| 5. | 19 ноября 2017   | Тайбэй, Тайвань         | Ковёр (зал) | Аранча Рус         | 7-6(3) 6-1  |
| 6. | 16 декабря 2017  | Дубай, ОАЭ              | Хард        | Айла Томлянович    | 6-4 — отказ |
| 7. | 11 ноября 2018   | Лас-Вегас, США          | Хард        | Николь Гиббс       | 7-5 6-1     |

#### Поражения (2)
| №  | Дата            | Турнир             | Покрытие   | Соперница в финале | Счёт           |
| 1. | 20 октября 2013 | Макинохара, Япония | Трава      | Зарина Дияс        | 3-6 4-6        |
| 2. | 8 декабря 2024  | Анже, Франция      | Хард (зал) | Алисия Паркс       | 6-7(4) 6-3 0-6 |

### Финалы Олимпийских турниров в женском парном разряде (1)

#### Поражение (1)
| №  | Дата | Турнир        | Покрытие | Партнёрша        | Соперницы в финале                   | Счёт    |
| 1. | 2021 | Токио, Япония | Хард     | Виктория Голубич | Барбора Крейчикова Катерина Синякова | 5-7 1-6 |

### Финалы турнировWTAв парном разряде (3)

#### Победы (2)
| №  | Дата           | Турнир         | Покрытие | Партнёрша           | Соперницы в финале               | Счёт       |
| 1. | 2 мая 2015     | Прага, Чехия   | Грунт    | Катерина Синякова   | Катерина Бондаренко Ева Грдинова | 6-2 6-2    |
| 2. | 8 августа 2015 | Вашингтон, США | Хард     | Кристина Младенович | Лара Арруабаррена Андрея Клепач  | 7-5 7-6(7) |

#### Поражение (1)
| №  | Дата           | Турнир    | Покрытие | Партнёрша        | Соперницы в финале                   | Счёт    |
| 1. | 1 августа 2021 | Олимпиада | Хард     | Виктория Голубич | Барбора Крейчикова Катерина Синякова | 5-7 1-6 |

### Финалы турнировWTA 125иITFв парном разряде (6)

#### Победы (3)
| №  | Дата             | Турнир                 | Покрытие   | Партнёрша         | Соперницы в финале                     | Счёт              |
| 1. | 22 сентября 2012 | Шарм-эш-Шейх, Египет   | Хард       | Лу Брюло          | Ольга Брозда Анна Пивень               | 7-6(3) 3-6 [10-6] |
| 2. | 22 июня 2013     | Ленцерхайде, Швейцария | Грунт      | Катерина Синякова | Вероника Кудерметова Диана Марцинкевич | 6-0 6-2           |
| 3. | 29 октября 2017  | Пуатье, Франция        | Хард (зал) | Янина Викмайер    | Михаэла Бузарнеску Никола Гойер        | 7-6(7) 6-3        |

#### Поражения (3)
| №  | Дата             | Турнир                  | Покрытие   | Партнёрша       | Соперницы в финале                   | Счёт    |
| 1. | 26 октября 2013  | Хамамацу, Япония        | Трава      | София Шапатава  | Сюко Аояма Дзюнри Намигата           | 4-6 3-6 |
| 2. | 22 сентября 2017 | Санкт-Петербург, Россия | Хард (зал) | Михаэла Гончова | Анна Блинкова Вероника Кудерметова   | 3-6 1-6 |
| 3. | 8 декабря 2024   | Анже, Франция           | Хард (зал) | Селин Неф       | Моника Никулеску Елена-Габриэла Русе | 3-6 4-6 |

### Финалы командных турниров (4)

#### Победы (3)
| №  | Год  | Турнир                | Команда                                                   | Соперник в финале                              | Счёт в финале |
| 1. | 2018 | Кубок Хопмана         | Швейцария · Б.Бенчич, Р.Федерер                           | Германия · А.Кербер, А.Зверев                  | 2-1           |
| 2. | 2019 | Кубок Хопмана (2)     | Швейцария · Б.Бенчич, Р.Федерер                           | Германия · А.Кербер, А.Зверев                  | 2-1           |
| 3. | 2022 | Кубок Билли Джин Кинг | Швейцария Б. Бенчич, С. Вальтерт, В. Голубич, Дж. Тайхман | Австралия С. Сандерс, С. Стосур, А. Томлянович | 2-0           |

#### Поражение (1)
| №  | Год  | Турнир                | Команда                                                 | Соперник в финале                                                                   | Счёт |
| 1. | 2021 | Кубок Билли Джин Кинг | Швейцария Б. Бенчич, В. Голубич, Дж. Тайхман, Ш. Фёгеле | Россия Е. Александрова, Д. Касаткина, В. Кудерметова, А. Павлюченкова, Л. Самсонова | 0-2  |

## История выступлений на турнирах
По состоянию на 1 апреля 2024 года
Для того, чтобы предотвратить неразбериху и удваивание счёта, информация в этой таблице корректируется только по окончании турнира или по окончании участия там данного игрока.
| Турнир                              | 2014          | 2015          | 2016  | 2017          | 2018          | 2019          | 2020          | 2021  | 2022          | 2023          | Итог   | В/П за карьеру |
| ----------------------------------- | ------------- | ------------- | ----- | ------------- | ------------- | ------------- | ------------- | ----- | ------------- | ------------- | ------ | -------------- |
| Турниры Большого шлема              |               |               |       |               |               |               |               |       |               |               |        |                |
| Открытый чемпионат Австралии        | 2Р            | 1Р            | 4Р    | 1Р            | 2Р            | 3Р            | 3Р            | 3Р    | 2Р            | 4Р            | 0 / 10 | 15-10          |
| Открытый чемпионат Франции          | 1Р            | 2Р            | -     | -             | 2Р            | 3Р            | -             | 2Р    | 3Р            | 1Р            | 0 / 7  | 7-7            |
| Уимблдонский турнир                 | 3Р            | 4Р            | 2Р    | -             | 4Р            | 3Р            | НП            | 1Р    | 1Р            | 4Р            | 0 / 8  | 14-8           |
| Открытый чемпионат США              | 1/4           | 3Р            | 3Р    | -             | 1Р            | 1/2           | -             | 1/4   | 3Р            | 4Р            | 0 / 8  | 21-8           |
| Итог                                | 0 / 4         | 0 / 4         | 0 / 3 | 0 / 1         | 0 / 4         | 0 / 4         | 0 / 1         | 0 / 4 | 0 / 4         | 0 / 4         | 0 / 33 |                |
| В/П в сезоне                        | 7-4           | 6-4           | 6-3   | 0-1           | 5-4           | 10-4          | 2-1           | 7-4   | 5-4           | 9-4           |        | 57-33          |
| Олимпийские игры и Итоговые турниры |               |               |       |               |               |               |               |       |               |               |        |                |
| Летняя олимпиада                    | Не проводился | Не проводился | -     | Не проводился | Не проводился | Не проводился | Не проводился | П     | Не проводился | Не проводился | 1 / 1  | 6-0            |
| Итоговый турнир WTA                 | -             | -             | -     | -             | -             | 1/2           | НП            | -     | -             | -             | 0 / 1  | 2-2            |

| Турнир                       | 2014          | 2015          | 2016  | 2017          | 2018          | 2019          | 2021  | 2022  | 2023  | Итог   | В/П за карьеру |
| ---------------------------- | ------------- | ------------- | ----- | ------------- | ------------- | ------------- | ----- | ----- | ----- | ------ | -------------- |
| Турниры Большого шлема       |               |               |       |               |               |               |       |       |       |        |                |
| Открытый чемпионат Австралии | -             | 1Р            | 2Р    | 1Р            | -             | 1Р            | 1Р    | -     | 2Р    | 0 / 6  | 2-5            |
| Открытый чемпионат Франции   | -             | 3Р            | -     | -             | 1Р            | 2Р            | -     | 1Р    | -     | 0 / 4  | 3-4            |
| Уимблдонский турнир          | 2Р            | 2Р            | -     | -             | 1Р            | 1Р            | 1Р    | 2Р    | -     | 0 / 6  | 3-6            |
| Открытый чемпионат США       | 1P            | 1Р            | 1Р    | -             | 1Р            | -             | -     | -     | -     | 0 / 4  | 0-4            |
| Итог                         | 0 / 2         | 0 / 4         | 0 / 2 | 0 / 1         | 0 / 3         | 0 / 3         | 0 / 2 | 0 / 2 | 0 / 1 | 0 / 20 |                |
| В/П в сезоне                 | 1-2           | 3-4           | 1-1   | 0-1           | 0-3           | 1-3           | 0-2   | 1-2   | 1-1   |        | 8-19           |
| Олимпийские игры             |               |               |       |               |               |               |       |       |       |        |                |
| Летняя олимпиада             | Не проводился | Не проводился | -     | Не проводился | Не проводился | Не проводился | Ф     | НП    | НП    | 0 / 1  | 4-1            |